# リング☆ドリーム 女子プロレス大戦
『リング☆ドリーム 女子プロレス大戦』（リングドリーム じょしプロレスたいせん）は、サクセスが開発・運営し、Yahoo!モバゲー・mixiゲーム・ニコニコアプリ・ハンゲームにて配信されたブラウザゲーム。
2020年3月26日をもってサービスを終了した。
また、Android・iOS向けに関連作品『リング☆ドリーム 女子プロレス烈伝』が提供されていたが2015年6月にサービスを終了している。

## 概要
本作の原作者であるでいしろうが1990年代に手がけていたカードゲームおよびガープスサプリメント（TRPGの追加ルール）「ガープス・リング★ドリーム 女子プロレス最強伝説」のキャラクター設定などをある程度引き継いでいる一方、サービス開始時点における現代（2010年代）を舞台としている。
プレイヤーは作中最大手の女子プロレス団体「東京女子プロレス（実在の団体とは無関係）」所属のマネージャーの一人として、新たに結成されたチームを率いる事となる。ただしシナリオ上では主に自チームの新人エースレスラー視点、もしくは特定のレスラー視点となる。
女子プロレスを題材としたゲームだが、試合自体ではなく舞台裏でのやり取り・駆け引きといったストーリー要素をメインとしている。
2014年以降イベントの結果（作中での大規模な興行等での集団・個人の勝敗）が後のストーリー展開やレスラーのキャリアへ大きな影響を与えている。またストーリー上でのプレイヤーチームの存在はほぼ無くなり、概ねNPCによる群像劇となっている。

## システム
基本的なゲームシステムはサービス提供開始当時のソーシャルゲームとしては一般的だったドラコレ系システムを採用している（初期は外部開発だった物を自社開発に変更）。ユーザー間トレード機能は初期には予定されてはいたが、後に取り消された。
ストーリー上に登場するレスラーとプレイヤーが所持しているレスラーは基本的に別存在で、ストーリー上に登場するレスラーは「マネージャーに出会わなかった存在」との事。
2014年2月20日に「新星 リング☆ドリーム」と称し、UIの変更や過去イベントシナリオのアーカイブ化などが行われた。
2015年8月6日に「2015年夏のアップデート」と称し、「衣装選択機能」「自動育成機能」「ボイス再生機能」と言った要素が追加された。2016年5月・6月にイベントポイント交換所に変更が入った（複数個数同時交換、デザイン変更）。

## 製作
本作は、別会社との共同作品になる予定で、 2011年7月には萌え系コンテンツポータルサイト“萌えとぴあ”で製作発表記者会見も行われた。
その後、サクセスの単独制作となり、プラットフォームも萌えとぴあよりも幅広いYahoo! Mobageへと変更された。
当初は、団体運営シミュレーションの要素が強く打ち出された作品になる予定であり、育成要素やルート分岐も導入される予定だったが、プラットフォームの変更に伴い、システムの見直しが行われ、開発もブラウザゲームの実績のある部署に変更され、主導権もその部署に移動された。
そして、原作者のでいしろうはキャラクターのセリフや監修、およびシナリオの執筆をメインに行うこととなった。

### セッティング
当初の企画では、プロレスラーの要素を前面に押し出したキャラクターが全体の3分の1を占める予定だったが、最終的にはそのようなキャラクターの割合は減らされた。
スーパーレア未満のキャラクターの一部は、でいしろうが指定したコンセプトをもとに原画家がラフ画をブラッシュアップして生み出された。
また、本作ではキャラクターの私服姿も登場しており、デザインに当たっては、漫画的にならぬよう、現実的なデザインにするという方針が取られた。

なお、「萌えとぴあ」制作発表記者会見の時点では『レッスルエンジェルス』とのコラボレーションが予定されていたが、サービス開始時点ではコピーライトは消えている。

### シナリオ
本作のシナリオは、一部の番外編やコラボレーションイベントを除き、ほぼすべて原作者のでいしろうが手掛けている。
当初は短期間のサブライターを用意することも考えられていたが、すり合わせの労力が多くなるという懸念から、最終的には単独での執筆となった。
でいしろうは2020年1月30日の大陸新秩序とのインタビューの中で、「メンテナンス日に7人のボスのデータを用意して，そのボスに合わせて話をどう作るか考えていくので，結果的に毎日書いています。」と話している。
本作のプロデューサー・南佑典はその理由について「『リンドリ』はプレイヤー同士が戦うので，どうしても勝ち負けでシナリオが異なってきます。試合経過がこうだったから話はこうなる，と熱量を込めて，さらにプレイヤーの皆さんが納得する形でシナリオを用意するには，その試合のイベントが終わってからでないと書けないんですよね。」と前述のインタビューの中で説明している。
でいしろうもこの手法をとる理由として「使わないパターンを書く手間をかけるくらいなら，イベントが終わってから熱を入れて書いたほうが絶対にいい。」と語っている。
また、でいしろうは負けた側の配慮として後日談などで補完していたと話す一方、「ずっと締め切りに追われている状態なので，気配りが足りなくなり，急いで書いた表現が誤解を生んでしまうことなどは反省しています。」とも話している。

### サービス終了
本作は2020年3月26日をもってサービス終了を迎えた。
でいしろうは前述のインタビューの中で、サービス終了を決断した理由について、システムや開発体制の刷新を挙げている。
でいしろうはHTML5への移行も考えたとしつつも、もし移行した場合は現状のシステムを維持する必要があったと話しており、南も「今や，プレイヤーの皆さんが楽しみにしているのも，ゲームシステムではなくシナリオ更新です。それをそのままHTML5化しても，新規プレイヤー獲得にはつながらないだろうと考えました。」と話している。

## 主要女子プロレス団体、派閥

### 東京女子プロレス
正規軍
党首：“女帝”神崎 玲子
名目上は神崎が正規軍党首であるが、実際には女帝直下にすら党首としての行動はしておらず、実際には下記の各派閥の群雄割拠状態である。ただし正規軍の危機とも為れば各派閥も結束するらしい。
日高一派
リーダー：“静かなるドラゴン”日高 舜
ソニックファミリー
リーダー：“音速ヒロイン”ソニックキャット
滝沢組
組長：“職人”滝沢 泉
女帝直下
リーダー：“世界残酷物語”姫小路 由樹
紅炎団
リーダー：“情熱一番星”プロミネンス加藤
ディスティニー
リーダー：“きぐるみファイター”なめこぐるみ
サンデーモーニング
リーダー：“スーパーヒロインタイム”あかり
チーム星屑
リーダー：“暁の流星雨”星空 こがね
悪役軍、凶獣
党首：“レディゾンビー”ブラッディ井上→“猛毒蜘蛛”スパイダー菊池
正規軍と違い、井上が党首だった時代から一致団結している。井上が党首を退き後見役になった後も、現党首の菊池との結束を保っている。

### FWWW
正規軍（→レジスタンス）
暫定エース：“伝説の勇者”ブレイブ勇子→“超回転光学戦士”円陣 光子
悪役軍（→覇軍）・ナイトメア
党首：“ナイトメア・プリンセス”ヴァンプ鈴森→“スノー・ビューティ”雪女
魔王軍
党首：“吸血姫”ヴァンプ鈴森
2015年7月の試合（イベント「RISING SHOWDOWN」）でのエース対決におけるヴァンプ鈴森の圧勝及びナイトメアのNo2以下殆どの敗北という結果を踏まえて結成された勢力。両軍のトップが身を引く事によるFWWW内の状況の改変と自身に挑戦しうるレスラーの成長を待っていた。結成時のメンバーはヴァンプ鈴森、マーメイド塩味、小早川ぽひ、ブレイブ勇子。その後、ナイトメア新党首の雪女にヴァンプ鈴森が2015年10月大会のタッグ戦で大惨敗、続く2016年1月のシングル王座戦で連敗して王座陥落。しかし、2016年2月には東女の若手の王座であるヤングドラゴン杯を小早川ぽひが持ち帰る快挙を成し遂げた。

## 主要な登場人物

### 東京女子プロレス
- 正規軍
  - “女帝”神崎 玲子
  - “静かなるドラゴン”日高 瞬 ‐ （声：洲崎綾）
  - “音速ヒロイン”ソニックキャット ‐ （声：斎藤千和）
  - “職人”滝沢 泉 ‐ （声：芹亜希子）
  - “狂乱幹事”一ノ瀬 栞 ‐ （声：佐藤奏美）
  - “世界残酷物語”姫小路 由樹 ‐ （声：吉田真弓）
  - “天才”マーズ野々村 ‐ （声：佐倉綾音）
  - “情熱一番星”プロミネンス加藤 ‐ （声：西藤公美子）
  - “サバンナの黒豹”ディアナ・ライアル ‐ （声：吉田真弓）
  - “スーパーヒロインタイム”あかり ‐ （声：葉月真衣）
  - “暁の流星雨”星空 こがね ‐ （声：日髙のり子）
  - “きぐるみファイター”なめこぐるみ ‐ （声：日笠陽子）
  - “災厄の血族”麗 雫 ‐ （声：斎藤千和）
  - “ヤングドラゴン”社務 さわり ‐ （声：河原木志穂[12]）
  - “切り込み隊長”石狩 みな ‐ （声：洲崎綾）
  - “直属親衛隊”シュバルツ・ネーベル ‐ （声：上坂すみれ）
  - “大和撫子”琴無千鶴 ‐ （声：浜崎奈々）
  - “ダンデライオン”メアリ・ノートン ‐ （声：田村睦心）
- 悪役軍、凶獣
  - “レディゾンビー”ブラッディ井上
  - “猛毒蜘蛛”スパイダー菊池 ‐ （声：後藤邑子）
  - “魔王の娘”アントラー山口 ‐ （声：野田順子）
  - “闇巫女”南城 蛍 ‐ （声：沖佳苗）
  - “ライジングサン”友野 なるみ ‐ （声：会沢咲）
  - “悪の側近”ロイド・ガッシュ ‐ （声：佐藤奏美（1st & 2nd）→本多陽子（3rd）[13]）
- 東京女子プロレス関係者
  - 東 丈太郎
東京女子プロレス社長。昭和の興行師・ワンマン社長タイプ。女子プロレスへの熱意は本物で諦めず足掻く者へは手を差し伸べる。
  - 桐咲 愛音、桐咲 真梨 ‐ （声：夏怜）
通称秘書姉妹。二人一組なのは姉の愛音が1.5人前の実力と称されているのに対し、妹の真梨は半人前（マイナス0.5人前とも）と見られている為[14]。マネージャー（プレイヤー）の専属となったのはくじ引きの結果との事。

### FWWW
- 正規軍（→レジスタンス）
  - “超回転光学戦士”円陣 光子 ‐ （声：滝田樹里）
  - “純愛ランナー”ラヴ・トパーズ ‐ （声：浅川悠）
  - “哲学する食材”蓮根 ‐ （声：松井菜桜子）
  - “フルスロットルレスリング”笠松 鏃 ‐ （声：福井清香）
  - “翻弄トラベラー”ラヴ・オニキス ‐ （声：江里夏）
- 悪役軍（→覇軍）・ナイトメア
  - “スノー・ビューティ”雪女 ‐ （声：三瓶由布子）
  - “闇堕ちシスター”ダーク・プリーステス聖光院 ‐ （声：島本須美）
  - “新世代テロリスト”グレムリン御門 ‐ （声：椎名へきる）
- 魔王軍（仮称）
  - “吸血姫”ヴァンプ鈴森 ‐ （声：後藤邑子）
  - “堕ちた勇者”ブレイブ勇子 ‐ （声：吉成由貴）
  - “吸血姫の茶飲み友達”マーメイド塩味 ‐ （声：喜多かりん）
  - “吸血姫のメイド”ベッキー・K ‐ （声：下田麻美）
  - “吸血姫の手下”小早川 ぽひ ‐ （声：内田真礼）
- FWWW関係者
  - 樽谷 金継
FWWW社長。独断でスカウトを行ったり、檸檬に事務仕事をすべてやらせているため秘書に邪険に扱われているが、収支バランスを考慮しないながらもレスラーからの賃上げ要求には応じるなどするため人物としての評判が悪いわけではない。特別に無能でも悪人でもなく容姿で損をしている面もある。社長の意向でFWWWではリストラは行っていない。最近は学習したのかスカウトを行う際も資金面のフォローは予め考えるようになった。
  - 南城 檸檬 ‐ (声：丹下桜)
FWWW秘書。南城蛍の従姉妹。元々十人分の仕事を一人で賄っていたために「十人戦力」の異名を持つ。
南城家の血筋らしく言葉は辛辣だがそれでも社交性はあるほうらしく、南城家の出身にしては珍しく外向けの顔を使いこなす。現在では内向きに対してもその性質がそれほど目立つことはない。
社長秘書兼任レスラーとしてリングにもあがるようになった。

### その他
初芝 乃愛
週刊リング記者。

## 作中の出来事
- 2013年7月 - 新団体「FWWW」正式に旗揚げ（ただし、これ以前にも試験興行が行われている）。
- 2013年9月 - 凶獣による無所属レスラーへの攻勢を機に、なめこぐるみが麗 雫、リトル・ラナを引き込んで新派閥「ディスティニー」を設立。
- 2013年12月 - 絶対王者神崎 玲子王座陥落、スパイダー菊池新王座へ。
- 2014年1月 - FWWW内初の全面抗争。ナイトメア完全勝利。
- 2014年5月 - 滝沢 泉が王座挑戦するも、スパイダー菊池が王座防衛。
- 2014年6月 - スパイダー菊池がわずか1日での三連戦タイトルマッチに挑むも、最初の挑戦者である麗 雫に敗れ王座転落。2戦目でデビューする筈だった薬師寺 いろりはデビューできず仕舞い。
- 2014年7月 - 三連戦タイトルマッチの企画者であり最終戦でスパイダー菊池と対戦する筈だったマーズ野々村が新王者への初の挑戦者となるが、麗 雫は初防衛に成功。その後、野々村はD&Dを解散して凶獣に籍を移すが、最終的には凶獣も抜けて無所属に。
- 2014年9月 - FWWWからの刺客としてヴァンプ鈴森が東女のベルトに挑むも、麗 雫が二度目の防衛に成功。
- 2014年10月 - デビュー三～四年目の若手レスラー最強を決めるヤングドラゴン杯トーナメント開催。優勝候補たちを次々と打ち破り、社務 さわりが優勝の栄冠と「ヤングドラゴン」の称号を獲得。
- 2014年11月 - 麗 雫 VS シュヴルツ・ネーベルのノンタイトルマッチで、麗 雫が勝利。麗 雫への王者挑戦権をかけて、ソニックキャットとアントラー山口が対戦し、ソニックキャットが勝利。
- 2014年12月 - 新旧世代の交代をかけた王者・麗 雫と挑戦者・ソニックキャットのタイトルマッチにおいて、麗 雫が勝利し三度目の王座防衛を成し遂げる。
- 2015年2月 - FWWWの王座を決める選出マッチを、雪女、ブレイブ勇子、円陣 光子が勝ち抜く。あとの一枠はヴァンプ鈴森でシード扱い。
- 2015年4月 - 東女タッグ王者決定戦準々決勝とFWWW王者決定戦準決勝の同日開催。タッグ王者戦を一ノ瀬 栞＆ホワイトフェイス、スパイダー菊池＆南城 蛍、ブレイブ勇子＆円陣 光子、友野 なるみ＆ロイド・ガッシュが勝ち抜く。FWWW王者決定戦準決勝をヴァンプ鈴森とブレイブ勇子が勝ち抜く。
- 2015年6月 - 王者・麗 雫と挑戦者・友野 なるみのタイトルマッチにおいて、麗 雫が勝利し四度目のＴＷＰ世界無差別級選手権王座防衛。東女タッグ王者決定戦準決勝の第一試合をスパイダー菊池＆南城 蛍が勝ち抜く。
- 2015年7月 - 東女タッグ王者決定戦準決勝の第二試合を友野 なるみ＆ロイド・ガッシュが勝ち抜く。FWWW王者決定戦決勝において、ヴァンプ鈴森がブレイブ勇子を破りFWWW初代王座戴冠。その後、鈴森がナイトメアから離脱し、勇子を引き抜いて第三勢力を作った事でレジスタンスも分裂、FWWW設立以来の二大勢力の対決路線は崩壊する。
- 2015年8月 - 東女タッグ王者決定戦決勝において、友野 なるみ＆ロイド・ガッシュを下し、スパイダー菊池＆南城 蛍がタッグ王者を戴冠。これにより、麗 雫への次期挑戦者が南城 蛍に決定する。
- 2015年9月 - 王者・麗 雫と挑戦者・南城 蛍のタイトルマッチにおいて、麗 雫が勝利し五度目のＴＷＰ世界無差別級選手権王座防衛。
- 2015年10月 - 新タイトルKOMをKATONが勝ち抜き、ブラッディ井上との決勝戦が決定。ヤングドラゴン予選の全行程が終了し、社務 さわり、磯部 かんきち、フリーザー片倉、カース伏久、メンテ子、琴無 千鶴、笠松 鏃、小早川 ぽひの八人が本選に進出。FWWWでは魔王軍のヴァンプ鈴森がナイトメア新党首の雪女にタッグ戦で大惨敗を喫する。
- 2015年12月 - 王者・麗雫と前王者・スパイダー菊池のタイトルマッチにおいて、スパイダー菊池が勝利し、TWP世界無差別級選手権王座奪還。
- 2016年1月 - 王者・ヴァンプ鈴森と挑戦者・雪女のFWWWのタイトルマッチにおいて、雪女が勝利し第二代王座戴冠。東女タッグ王者防衛戦において王者・スパイダー菊池&南城蛍と挑戦者・姫小路由樹&霧島梨花が対決。姫小路&霧島が勝利し、タッグ王者を戴冠。次期シングル王座戦挑戦者に姫小路が決定する。
- 2016年2月 - 王者・姫小路由樹&霧島梨花と挑戦者・滝沢泉&石狩みなの東女タッグ王座戦で、挑戦者の滝沢&石狩が勝利し、タッグ王者に戴冠する。ヤングドラゴン杯で前年優勝者社務さわりを下して小早川ぽひが優勝。
- 2016年4月 - FWWWで王者・雪女と挑戦者・円陣光子のタイトルマッチを含むナイトメアVSレジスタンス決着戦開催。結果は雪女の王座防衛を含む4戦5点(王座防衛戦の白星が2点、その他3戦の白星が1点)のうち新人若手枠の惜敗を除く全戦でナイトメア側が勝利し(4-1)、雪女の王座防衛&ナイトメアの正規軍認定が決定する。同日に行われた健駄羅と東京女子プロレスから招かれたサンデーモーニングのリーダー同士のスペシャルマッチではサンデーモーニングのあかりが健駄羅のラヴ・トパーズに完勝する。
- 2016年6月 -月初めと月末に2回TWP世界無差別級選手権防衛戦が東女で開催され、王者・スパイダー菊池が挑戦者・姫小路由樹と滝沢泉に連勝して防衛に成功。FWWWではナイトメアとサンデーモーニングのあかりを参戦させた健駄羅との決戦が行われ、4戦全勝でナイトメアとそのリーダー兼団体王者の雪女が団体の制覇に成功する。

## コラボレーション
- 2013年10月、スターダムとのコラボレーションが発表された。
- 2014年1月、DDTプロレスリングとのコラボレーションが発表された[15]。
- 2015年2月28日、DDTプロレスリングとのコラボレーションとして、プロレス興行「『愛』は『逢い』より出でて」が行われた[16]。現実の東京女子プロレスも試合提供したのに加えて、スターダムからも選手参戦。
- 2015年7月1日から7月10日、「ウルトラ怪獣擬人化計画feat.POP」とのコラボレーションとして、なめこぐるみが新たに着る衣装のウルトラ怪獣のファン投票が行われ、エレキングに扮する事に決まった。
- 2016年4月、女色ディーノの声R（コラボボイスレア）カードが実装された。声は日髙のり子。

## ゲーム外活動
「リング☆ドリームの裏方たちがだべる放送」という題名で主に総合プロデューサー及び原作者による、ゲームの公式生放送としては特異な生放送を長期にわたって行っており、ユーザーからも概ね好意的に受け取られている。また各種ゲーム外イベント等を機会として公式や非公式ながら関係者の参加するオフ会も行われている。

## 反響

### 人気投票
本作の登場人物の一人である沓沢真生は、mixiゲーム水着キャラ総選挙2015にて2位にランクインした。